# Dymasius exilis
Dymasius exilis là một loài bọ cánh cứng trong họ Cerambycidae.